# Oak Ridge (Teksas)
Oak Ridge je gradić u američkoj saveznoj državi Teksas. Prema popisu stanovništva iz 2010. u njemu je živjelo 495 stanovnika.